# 94 Diskont
94 Diskont (stilisiert zu 94diskont.) ist das dritte Album des experimentellen Electronica-Projekts Oval und erschien 1995.
Die LP-Ausgabe des Albums erschien zusammen mit einer 12″-Vinyl, welche Remixe von Mouse on Mars, Scanner, Cristian Vogel sowie Jim O’Rourke enthielt.

## Stil
Die innovative, neuartige Musik von Oval wurde zum einen hoch gelobt und zum anderen kontrovers diskutiert. Die Stilmethoden des Projekts waren zum Beispiel das Zerstören von Musik und Audio-Geräten durch Skalpellmesser, Farbe und Klebeband, um die Oberflächen von Compact Discs zu beschädigen. Die beschädigte Musik wurde dann wieder zusammenmontiert und in Rhythmen geloopt, welche von den Springern und Hängern der CD bestimmt wurden.
94 Diskont wurde anfangs zusammen mit dem Vorgängeralbum, Systemisch, veröffentlicht. Das Album dreht sich vor allem um den ersten Track, Do While, ein 24-minütiger Track, welcher eigentlich für die Kunstinstallation Wohnton der Gruppe konzipiert wurde. Wohnton wurde zwischen 1994 und 1996 in ganz Europa zu verschiedenen Anlässen, sowohl Kunstausstellungen wie auch Techno-Raves, genutzt.

## Titelliste
Deutsche Version (Mille Plateaux, MP13)
1. Do While – 24:04
2. Store Check – 3:58
3. Line Extension – 3:02
4. Cross Selling – 6:06
5. Do While⌘X – 4:50
US-Version (Thrill Jockey, thrill036)
1. Do While – 24:04
2. Store Check – 3:58
3. Line Extension – 3:02
4. Cross Selling – 6:06
5. Commerce Server – 4:56
6. Shop in Store – 4:00
7. Do While ⌘X – 4:50
Remixe (12″)
1. Do While (Jim O’Rourke) – 5:36
2. Do While (Scanner) – 6:53
3. Do While (Mouse on Mars) – 8:55
4. Do While (Cristian Vogel) – 6:27

## Rezeption
Zur Zeit der Veröffentlichung wählte The Wire das Album auf Platz 5 ihrer Jahresbestenliste. Später nahm das Magazin 94 Diskont in The Wire’s „100 Records That Set the World on Fire (While No One Was Listening)“ auf.
AllMusic vergab die Höchstwertung an urteilte, dass „94 Diskont ohne jeden Zweifel im Feld der elektronisch fortgeschrittenen, glitchigen Musik ein herausragendes Werk ist“.
Pitchfork wählte 94 Diskont auf Platz 47 der 100 besten Alben der 1990er Jahre und auf Platz 7 der 50 besten Ambient-Alben aller Zeiten. Mark Richardson schrieb:

„Klänge erscheinen als vielschichtige Hologramme, während zeitgleich die Tonquellen und geisterhaften Kopien um Aufmerksamkeit wetteifern. Ein Werk akustischer Trickserei, welche die gelassenste und aquatischte Musik der 90er erzeugte.“